# Joe Camp
Joe Camp (Saint Louis, 20 aprile 1939 – Bell Buckle, 15 marzo 2024) è stato un regista e sceneggiatore statunitense.

## Biografia
Conosciuto per la saga di Benji, visse a Bell Buckle nella Contea di Bedford in Tennessee. Fu anche proprietario di un ranch, il Valley Center Ranch, nella Contea di San Diego, in California. Amante dei cavalli, scrisse un libro sulle sue esperienze con questi animali, The Soul of a Horse.

## Filmografia
- Beniamino (1974)
- Hawmps! (1976)
- Per amore di Beniamino (1977)
- Benji's Very Own Christmas Story (1978), film TV
- Doppio intrigo (The Double McGuffin) (1979)
- Beniamino segugio celeste (Oh Heavenly Dog) (1980)
- Benji, Zax & the Alien Prince (1983), serie TV in 3 episodi
- 4 cuccioli da salvare (1987)
- Benji: Off the Leash! (2004)